# Bolbaffroides scotti
Bolbaffroides scotti es una especie de coleóptero de la familia Geotrupidae.

## Distribución geográfica
Habita en Adén (Yemen).